# Gnej Kornelij Scipion Kalvo
Gnej Kornelij Scipion Kalvo (latinsko Gnaeus Cornelius Scipio Calvus), starorimski general in državnik, * domnevno ok. 256 pr. n. št., † 211 pr. n. št.
Izhajal je iz ugledne kornelijske družine. Njegov ded Lucij Kornelij Scipio Barbat je bil konzul leta 298 pr. n. št., njegov oče Lucij Kornelij Scipio (konzul 259 pr. n. št.) pa je bil konzul med prvo punsko vojno. Vzdevek "Calvus" (plešast) si je prislužil, da bi se razlikoval od svojega strica Gneja Kornelija Scipia Asine, ki je bil konzul med [prvo punsko vojno.
Sam je bil leta 222 pr. n. št. izvoljen za konzula in je služil ob boku Marka Klavdija Marcela. Štiri leta pozneje, ob izbruhu druge punske vojne, se je pridružil vojski svojega mlajšega brata, konzula Publija Kornelija Scipiona, ki se je izkrcala v Massiliji, da bi preprečila Hanibalov pohod v Italijo. Ko je Publij slišal, da je Hanibal že prečkal Rono, se je odločil za umik, vendar je del vojske pod vodstvom Gneja poslal v Španijo, da bi napadel tamkajšnja kartažanska ozemlja. Pri tem je bil Gnej uspešen in je istega leta v bitki pri Cisi premagal Kartažane. Gnej, ki se mu je kasneje pridružil Publij, je še naprej dosegal uspehe v Španiji v času, ko so drugi rimski generali v Italiji trpeli katastrofalne poraze. Vendar je bil Gnej sam ubit v bitki pri Zgornjem Betisu leta 211 pr. n. št., kmalu za svojim bratom.
Gnejev sin Publij Kornelij Scipion Nasica je bil prav tako pomemben politik in državnik ter ustanovitelj veje družine Kornelijev, ki je prevzela ime Nasica.
Glej tudi:
- Druga punska vojna
- Rimsko osvajanje Iberskega polotoka